# Futebol Clube Estrela de Unhais da Serra
O Futebol Clube Estrela de Unhais da Serra é um clube desportivo português da zona da Serra da Estrela, localizado na vila de Unhais da Serra, concelho da Covilhã e Distrito de Castelo Branco,

## Histórico
|                            | Presenças |
| -------------------------- | --------- |
| Temporadas na 1ª Liga      | 0         |
| Temporadas na 2ª Liga      | 0         |
| Temporadas na IIª Divisão  | 0         |
| Temporadas na IIIª Divisão | 4         |
| Taça de Portugal           | 2         |

## História

### Fundação
Futebol Clube Estrela iniciou a sua actividade em 08/12/1947 tendo como sócios fundadores os Srs. António Carvalho de Almeida, Carmindo Carvalho (falecido), Francisco Antunes Bonifácio (falecido). O objectivo seria incrementar as actividades desportivas da época, com relevância para o Futebol.

### Os primeiros pontapés
As primeiras participações oficiais do clube em futebol foram na antiga FNAT onde o recinto desportivo da época era o designado Campos das Torgas passando posteriormente para o Campo das Termas e já nessa época era enorme a aderência da comunidade.
Depois de uma actividade regular nos campeonatos regionais salienta-se a participação no Campeonato Nacional da 3ª Divisão com o comando de um Homem que dá pelo nome de Fernando Cabrita, hoje o País reconhece e que iniciou a sua carreira como Treinador de Futebol no Futebol Clube Estrela nas épocas de 1954 a 1958 ao qual foi prestada homenagem muito recentemente em Unhais da Serra.

### O FCE
O Futebol Clube Estrela é filiado na Associação de Futebol de Castelo Branco e detêm cerca de 700 associados, possuindo um palmarés desportivo em futebol de onze no concelho da Covilhã sendo considerado um histórico.
Participou nos torneios organizados pelo INATEL em várias modalidades e em colaboração com a Junta de Freguesia de Unhais da Serra nos jogos Inter-Freguesias em futsal.
Salienta-se a existência de um protocolo com Sporting Clube da Covilhã na formação de jovens e captação de valores nas freguesias do concelho para a prática do Futebol.

### Actividades Culturais
Apesar a associação estar mais representativa no que diz respeito às actividades desportivas através do futebol sénior e de formação, teve também modalidades e atividades de lazer e culturais como:
Futsal, voleibol, teatro, cinema, festas populares, exposições, colóquios, mini bicicleta, atletismo, malha, passeios pedestres, ciclo turismo, caça e pesca, jogos de sede como cartas, damas e xadrez. 

## Treinadores do clube
- 1954-1958 :  Fernando Cabrita

## Palmarés
- Campeonato Distrital de Futebol: 1 (2006/2007);
- Campeonato Distrital de Futebol 2.ª Divisão: 1 (2003/2004)

## Equipamento
A equipa envergava equipamento da marca Lacatoni.